# 张淑仪
张淑仪（1935年12月—），浙江温州人，中国声学家，长期从事超声物理和光声科学研究。

## 生平
曾任南京大学声学研究所所长，中国声学学会副理事长，南京大学电子科学与工程系教授、博士生导师。1991年当选为中国科学院院士(学部委员)。 